# CV-60
La CV-60 es una carretera autonómica de la Comunidad Valenciana que comunica Ollería con Gandía.

## Nomenclatura

Indicador

La carretera CV-60 pertenece a la Red autonómica de carreteras de la Comunidad Valenciana, comunica Ollería  con Gandía y Oliva.
Une  las comarcas de vall d'Albaida/ la costera/ L'alcoià/Almansa con:
La safor- Gandía- Puerto/playa de Gandía .

## Historia
Anteriormente la CV-60 tenía la denominación de C-320 y comunicaba Almansa con Gandía, el recorrido de ésta era más o menos el mismo que el de la actual CV-60, sin embargo la CV-60 ha variado su trazado y el recorrido va desde Ollería a Gandía. Anteriormente, la C-320,  saliendo de Gandía, al llegar a Castellón de Rugat se desviaba hacia Bélgida, pasando luego por el interior de los pueblos de Palomar, Albaida, Benisoda y Onteniente, dirigiéndose desde esta población hacia Almansa por Fuente la Higuera.Se trataba de una carretera comarcal que unía las comarcas del interior de Valencia de la Costera y el Valle de Albaida con la comarca litoral de la Safor, así como la meseta castellana con la costa de Gandía.

## Trazado Actual
La CV-60 inicia su recorrido en el enlace con la A-7 en Ollería, bordea esta población y se dirige hacia el este, donde a continuación enlaza con la CV-620 que une Játiva y Montaberner. pasa entre Alfarrasí y Montaberner. Continúa su recorrido hacia el este llegando hasta las poblaciones de Castellón de Rugat, Rugat, Montichelvo y Terrateig bordeándolas, llega hasta el enlace con la carretera CV-610 que se dirige hacia Játiva. Tras pasar Terrateig, se desdobla y se convierte en autovía. La siguiente población en pasar es Lugar Nuevo de San Jerónimo, continúa hasta Rótova y Alfahuir, y finalmente bordea la población de Palma de Gandía y vuelve a convertirse en carretera convencional hasta Gandía; aquí enlaza con la carretera N-332 que une Valencia con Alicante por la costa.
La CV-60 se ha convertido en un punto negro donde ha habido numerosos accidentes de tráfico y en lo que llevamos de año 2022 han muerto 3 tres personas. Existen numerosos radares de velocidad que se han demostrado inútiles para reducir la siniestralidad de la vía.

## Futuro de la CV-60
En un futuro se prevé que toda esta carretera sea autovía (actualmente solo lo es desde Terrateig hasta Palma de Gandía) y que se prolongue desde Terrateig hasta conectar con la A-7 en el término municipal de Ollería y desde Palma de Gandía  enlazará con la Autopista del Mediterráneo AP-7 y la rotonda entre Gandía y Bellreguard. Las Autoridades Priorizan finalizar el trayecto de la comarca de la safor frente al trayecto de desdoblamiento de la Vall d' Albaida a pesar de la alta siniestralidad.
- Anexo:Carreteras de la Comunidad Valenciana
- Anexo:Autopistas y autovías autonómicas de la Generalidad Valenciana

- Datos: Q8254209